# Körner (Turingia)

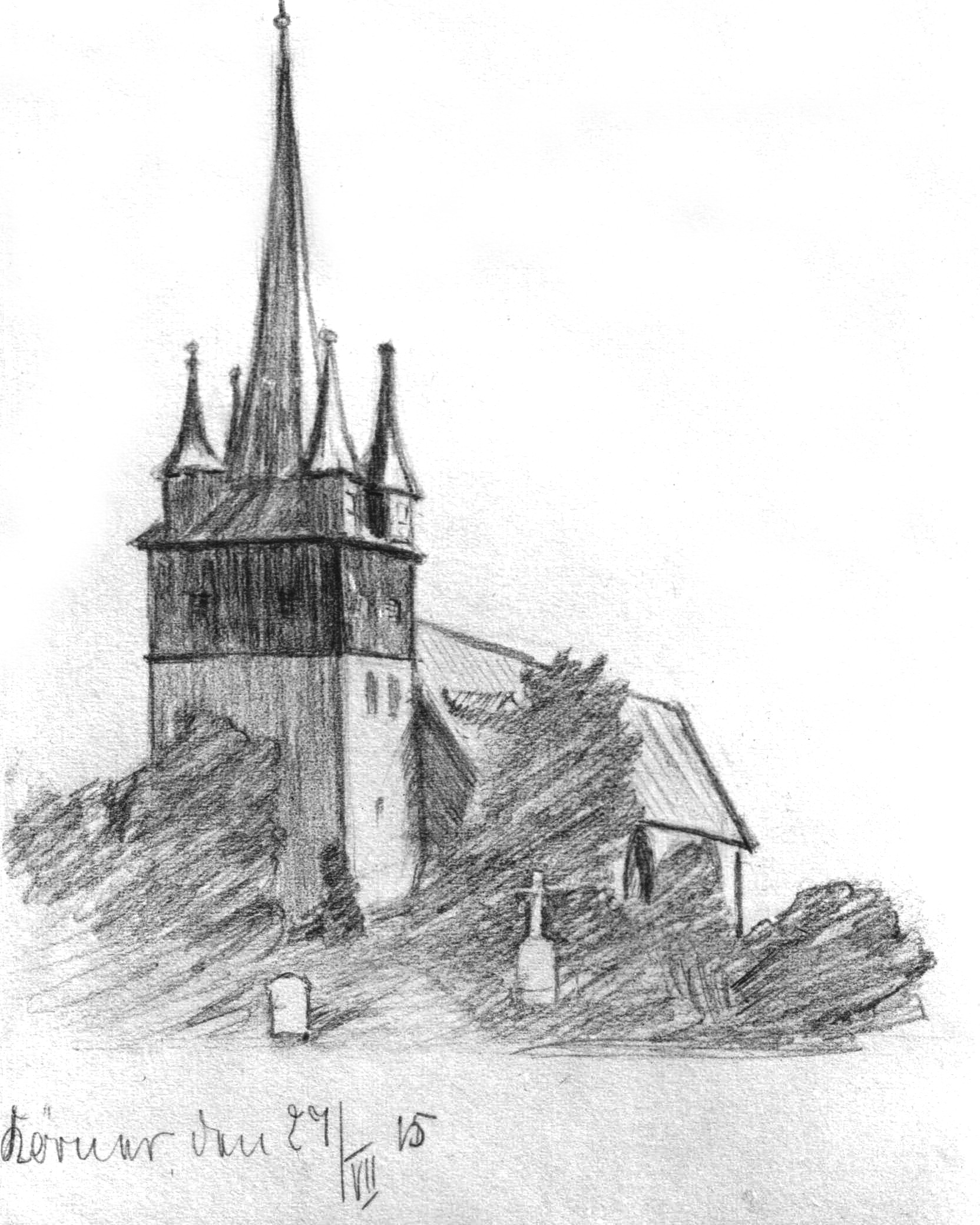
St. Wigberti, Körner 1915

Denumirea Körner (Thüringen) se referă la comuna Körner din landul Turingia, Germania.
1. ↑  Alle politisch selbständigen Gemeinden mit ausgewählten Merkmalen am 31.12.2018 (4. Quartal) (în germană), Statistisches Bundesamt[*], arhivat din original la 10 martie 2019, accesat în 10 martie 2019